# 슈퍼와이
《수퍼와이》(영어: Super Why!)는 2007년 9월 3일부터 2016년 5월 12일까지 PBS 계열 방송사에서 방송되었던 미국의 TV 애니메이션이다. 대한민국에서는 EBS, 투니버스, KBS 키즈에서 방송하였다.

## 소개
주인공인 와이엇이 한 도서관의 책장 어딘가에서 동화마을로 들어가며 이야기가 시작된다. 매 회마다, 와이엇과 그의 친구들인 피그, 레드, 프린세스 피 중 한 사람에게 문제가 발생하게 되는데, 그 문제를 해결하기 위해 와이엇과 그의 친구들이 모여 변신한 후에 동화 속으로 들어간다. 동화 속으로 들어가서 문제를 해결하기 위한 모험을 하면서, 동화의 기존 이야기를 바꾸는 등 동화 속의 문제를 해결한 후에 다시 돌아와서, 모험을 통해 얻은 교훈을 적용하여 문제를 해결하는 이야기다.

## 등장인물

### 주인공
이선 → 이선호 - 와이엇 / 슈퍼 와이
이 만화의 주인공. 잭과 콩나무 속 잭의 남동생. Power to read를 갖고 있어 ‘super why’로 변신한다.
나이는 9살. 또한 중간중간 나오는 교훈을 뜻하는 Super Letter를 모으는 것도 얘가 담당한다.
김서영 - 피그 / 알파 피그
아기돼지 삼형제의 주인공. Alphabet power를 갖고 있어 ‘alpha pig’로 변신한다.
나이는 4살.
최향윤 (1기) / 강시현 (2기) - 레드 / 원더 레드
동화 빨간 모자의 주인공. Word power를 갖고 있어 ‘wonder red’로 변신한다.
나이는 8살.
함수정 (1기) / 전숙경 (2기) - 프린세스 피 / 프린세스 프레스토
공주와 완두콩의 주인공 Spelling power를 갖고 있어 ‘princess presto’로 변신한다.
나이는 10살.
김아롱 - 퍼피 / 우프스터
와이엇의 애완 강아지의 주인공. Dictionary power를 갖고 있어 ‘woofster’로 변신한다.

### 주변 인물
- 탁원제
- 기영도
- 장광
- 김무규
- 김창기
- 이서윤
- 박경찬
- 오인성
- 배정미
- 양정화
- 은영선
- 이소영
- 송준석
- 전태열
- 장은숙
- 이영아
- 이주희
- 홍희숙
- 문남숙
- 전숙경
- 유승화
- 이기호
- 오병조
- 전해리

그 외 성우들